# 兰巴赫附近诺伊基兴
兰巴赫附近诺伊基兴是奥地利上奥地利州韦尔斯兰县的一个市镇。总面积12平方公里，总人口848人，人口密度70.7人/平方公里（2005年）。